# Seznam dílů seriálu Ministerstvo času
Toto je seznam dílů seriálu Ministerstvo času. Španělský sci-fi seriál o cestování v čase Ministerstvo času měl premiéru 24. února 2015 na stanici La 1.
| Řada | Díly      | Premiéra ve Španělsku                  | Premiéra ve Španělsku |
| Řada | Díly      | První díl                              | Poslední díl          |
| ---- | --------- | -------------------------------------- | --------------------- |
| 1    | 8         | 24. února 2015                         | 13. dubna 2015        |
| 2    | 13        | 15. února 2016                         | 23. května 2016       |
| 3    | 13        | 1. června 2017                         | 1. listopadu 2017     |
| 4    | 8+prequel | 20. dubna 2020 (prequel)5. května 2020 | 23. června 2020       |

## Seznam dílů

### První řada (2015)
| Č. v seriálu | Č. v řadě | Původní název               | Režie           | Scénář                                                             | Premiéra ve Španělsku |
| ------------ | --------- | --------------------------- | --------------- | ------------------------------------------------------------------ | --------------------- |
| 1            | 1         | El tiempo es el que es      | Marc Vigil      | Javier Olivares a Pablo Olivares                                   | 24. února 2015        |
| 2            | 2         | Tiempo de gloria            | Abigail Schaaff | Javier Olivares a Pablo Olivares                                   | 2. března 2015        |
| 3            | 3         | Cómo se reescribe el tiempo | Marc Vigil      | Anaïs Schaaff a Javier Olivares                                    | 9. března 2015        |
| 4            | 4         | Una negociación a tiempo    | Jorge Dorado    | José R. Fernández, Anaïs Schaaff, Javier Olivares a Pablo Olivares | 16. března 2015       |
| 5            | 5         | Cualquier tiempo pasado     | Abigail Schaaff | Javier Olivares a Pablo Olivares                                   | 23. března 2015       |
| 6            | 6         | Tiempo de pícaros           | Marc Vigil      | Paco López Barrio, Anaïs Schaaff a Javier Olivares                 | 30. března 2015       |
| 7            | 7         | Tiempo de venganza          | Jorge Dorado    | Anaïs Schaaff a Javier Olivares                                    | 6. dubna 2015         |
| 8            | 8         | La leyenda del tiempo       | Marc Vigil      | Anaïs Schaaff, Javier Olivares a Pablo Olivares                    | 13. dubna 2015        |

### Druhá řada (2016)
| Č. v seriálu | Č. v řadě | Původní název                  | Režie               | Scénář | Premiéra ve Španělsku                                  |
| ------------ | --------- | ------------------------------ | ------------------- | --- | ------------------------------------------------------ |
| 9            | 1         | Tiempo de leyenda              | Marc Vigil          | Diana Rojo a Javier Olivares                                                                              | 15. února 2016                                         |
| 10           | 2         | El tiempo en sus manos         | Karyn Kusama        | Javier Pascual, Peris Romano a Javier Olivares                                                            | 22. února 2016                                         |
| 11           | 3         | Tiempo de hidalgos             | Abigail Schaaff     | Carlos de Pando a Anaïs Schaaff                                                                           | 29. února 2016                                         |
| 12           | 4         | El monasterio del tiempo       | Jorge Dorado        | Diana Rojo, Peris Romano, Anaïs Schaaff a Javier Olivares                                                 | 7. března 2016                                         |
| 13           | 5         | Un virus de otro tiempo        | Abigail Schaaff     | Juanjo Muñoz a Javier Pascual                                                                             | 14. března 2016                                        |
| 14           | 6         | Tiempo de magia                | Paco Plaza          | Javier Pascual, Juanjo Muñoz, Anaïs Schaaff a Javier Olivares                                             | 21. března 2016                                        |
| 15-16        | 78        | Tiempo de valientes            | Marc Vigil          | Carlos de Pando a Anaïs Schaaff (první část)Carlos de Pando, Anaïs Schaaff a Javier Olivares (druhá část) | 28. března 2016 (první část)4. dubna 2016 (druhá část) |
| 17           | 9         | Óleo sobre tiempo              | Jorge Dorado        | Javier Pascual a Anaïs Schaaff                                                                            | 25. dubna 2016                                         |
| 18           | 10        | Separadas por el tiempo        | Abigail Schaaff     | Diana Rojo, Carlos de Pando a Javier Olivares                                                             | 2. května 2016                                         |
| 19           | 11        | Tiempo de lo oculto            | Javier Ruiz Caldera | Borja Cobeaga a Diego San José                                                                            | 9. května 2016                                         |
| 20           | 12        | Hasta que el tiempo nos separe | Jorge Dorado        | Carlos de Pando, Javier Pascual, Anaïs Schaaff a Javier Olivares                                          | 16. května 2016                                        |
| 21           | 13        | Cambio de tiempo               | Marc Vigil          | David Sainz-Rozas a Javier Olivares                                                                       | 23. května 2016                                        |

### Třetí řada (2017)
| Č. v seriálu | Č. v řadě | Původní název                | Režie             | Scénář                                                            | Premiéra ve Španělsku |
| ------------ | --------- | ---------------------------- | ----------------- | ----------------------------------------------------------------- | --------------------- |
| 22           | 1         | Con el tiempo en los talones | Marc Vigil        | Carlos de Pando a Javier Pascual                                  | 1. června 2017        |
| 23           | 2         | Tiempo de espías             | Jorge Dorado      | Anaïs Schaaff, Javier Pascual a Javier Olivares                   | 8. června 2017        |
| 24           | 3         | Tiempo de hechizos           | Koldo Serra       | Ángel Aranda a Anaïs Schaaff                                      | 15. června 2017       |
| 25           | 4         | Tiempo de ilustrados         | Jorge Dorado      | Alonso Laporta a Carlos de Pando                                  | 22. června 2017       |
| 26           | 5         | Tiempo de esplendor          | Oskar Santos      | Javier Pascual, Anaïs Schaaff a Javier Olivares                   | 29. června 2017       |
| 27           | 6         | Tiempo de esclavos           | Ignasi Taruella   | Alonso Laporta, Carlos de Pando a Javier Olivares                 | 6. července 2017      |
| 28           | 7         | Tiempo de censura            | Abigail Schaaff   | Alonso Laporta, Javier Pascual a Javier Olivares                  | 18. září 2017         |
| 29           | 8         | Tiempo de conquista          | Koldo Serra       | Alberto López a Javier Olivares                                   | 25. září 2017         |
| 30           | 9         | El cisma del tiempo          | Miguel Alcantud   | Javier Pascual, Anaïs Schaaff a Javier Olivares                   | 2. října 2017         |
| 31           | 10        | Refugiados en el tiempo      | Gabe Ibáñez       | Pablo Lara, Ángel Aranda a Javier Olivares                        | 9. října 2017         |
| 32           | 11        | Tiempo de verbena            | Miguel Alcantud   | Javier Pascual, Anaïs Schaaff a Javier Olivares                   | 16. října 2017        |
| 33           | 12        | Contratiempos                | Marco A. Castillo | Carlos de Pando, Alonso Laporta, Anaïs Schaaff a Javier Olivares  | 25. října 2017        |
| 34           | 13        | Entre dos tiempos            | Miguel Alcantud   | Alonso Laporta, Carlos de Pando, Javier Pascual a Javier Olivares | 1. listopadu 2017     |

### Čtvrtá řada (2020)
| Č. v seriálu        | Č. v řadě | Původní název               | Režie            | Scénář | Premiéra ve Španělsku                |
| ------------------- | --------- | --------------------------- | ---------------- | --- | ------------------------------------ |
| Prequel čtvrté řady | Prequel   | Antes de que no haya tiempo | Carles Torrens   | Pablo Lara | 20. dubna 2020 (online na webu RTVE) |
| 35                  | 1         | Perdido en el tiempo        | Chiqui Carabante | Carolina González, Jordi Calafí a Javier Olivares                                                                                              | 5. května 2020                       |
| 36                  | 2         | El laberinto del tiempo     | Marc Vigil       | Carolina González, Jordi Calafí a Javier Olivares                                                                                              | 12. května 2020                      |
| 37                  | 3         | Bloody Mary Hour            | Catxo López      | Carolina González, Jordi Calafí, Isa Sánchez a Javier Olivares                                                                                 | 19. května 2020                      |
| 38                  | 4         | La memoria del tiempo       | Anaïs Pareto     | Isa Sánchez, Carolina González, Jordi Calafí a Javier Olivares                                                                                 | 26. května 2020                      |
| 39                  | 5         | Deshaciendo el tiempo       | Carles Torrens   | Isa Sánchez, Carolina González, Jordi Calafí a Javier Olivares                                                                                 | 2. června 2020                       |
| 40                  | 6         | El tiempo vuela             | Chiqui Carabante | Pablo Lara, Daniel Corpas a Javier Olivares | 9. června 2020                       |
| 41                  | 7         | Pretérito imperfecto        | Koldo Serra      | námět: Carlos de Pando, Alonso Laporta a Javier Olivares scénář: Jordi Calafí, Daniel Corpas, Isa Sánchez, Carolina González a Javier Olivares | 16. června 2020                      |
| 42                  | 8         | Días de futuro pasado       | Jorge Dorado     | Marc Vigil a Javier Olivares | 23. června 2020                      |